# Трістан та Ізольда (опера)

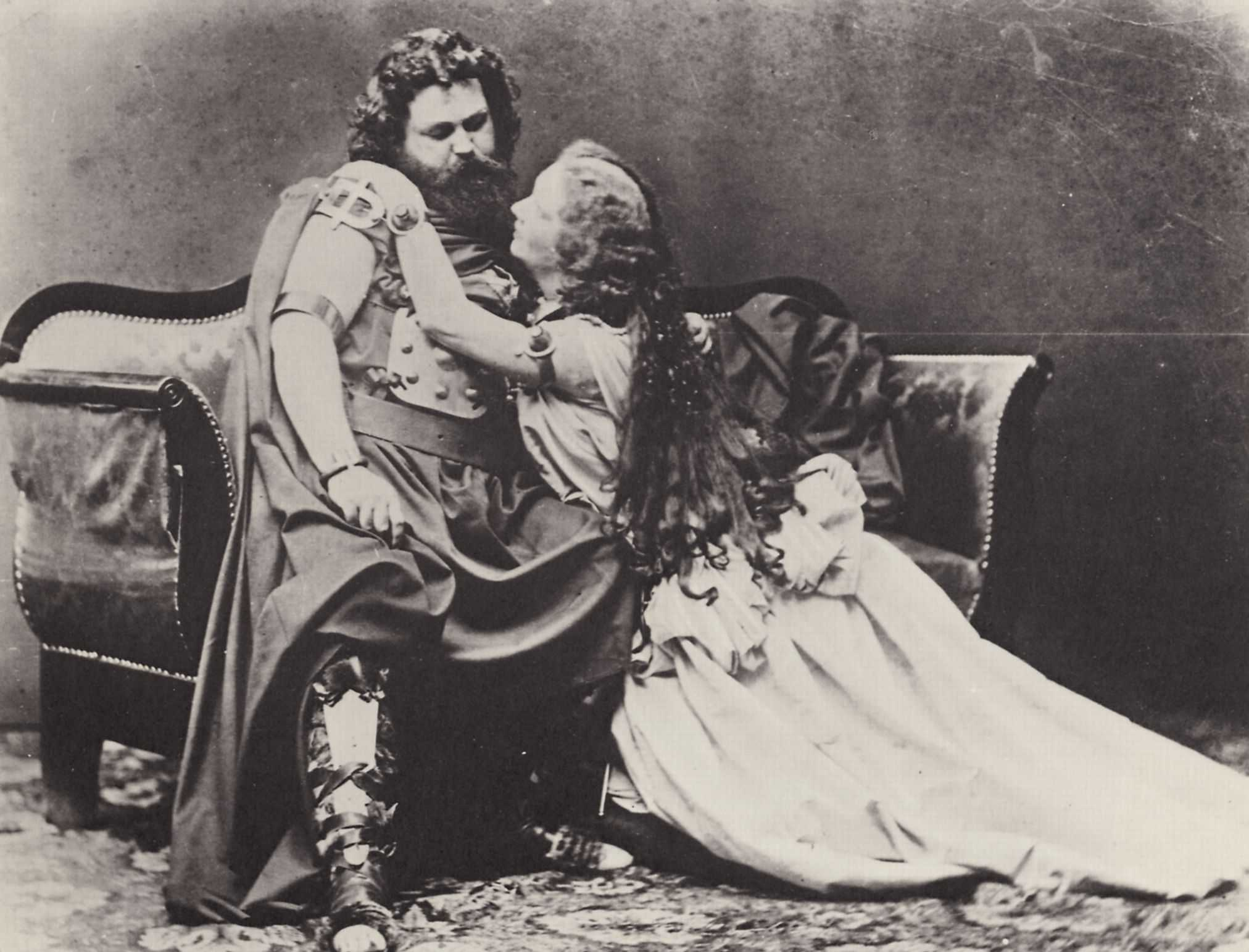

«Трістан та Ізольда» (нім. Tristan und Isolde) — музична драма Ріхарда Вагнера, уперше поставлена 1865 року. Дія на три акти, лібрето Ріхарда Вагнера, місце дії: Корнуолл і Бретань. Тривалість: близько 4 год.

## Історія створення
Легенда про Трістана та Ізольду має кельтське походження, але отримала широке поширення в обробці як середньовічних, так і пізніших авторів. Вагнер був знайомий з романом Готфріда Страсбурзького «Трістан» (XIII століття), а також з віршами Августа фон Платена «Трістан» і Юліуса Мозена «Король Марк та Ізольда», які використовували цей сюжет; крім того, драма «Трістан» була написана другом Вагнера Карлом Ріттером. Настроям, що панують у вагнерівській драмі, близький «Гімн до ночі» Новаліса.
Задум твору сформувався у Вагнера до середини 1850-х років, у вересні 1857 року був готовий текст, в серпні 1859 року — партитура. Але постановка «Трістана» постійно відкладалася, в тому числі й тому, що цей новий і незвичний твір було оголошено нездійсненним (Віденська опера відмовилася від нього в 1863 році, незважаючи на 77 проведених репетицій; Алоїз Андер, передбачуваний виконавець партії Трістана, незабаром після цього втратив голос і зійшов з розуму). Зрештою, прем'єра «Трістана та Ізольди» відбулася 10 червня 1865 в Національному театрі в Мюнхені, головні партії виконали Людвіг і Мальвіна Шнорр фон Карольсфельд. Перша постановка в рамках Байройтського фестивалю відбулася в 1886 році під управлінням Фелікса Моттля. 1886 року в Празькій німецькій опері відбулась прем'єра, якою диригував Людвіг Сланський.

## Короткий зміст

### Дійові особи
- Король Марк (Marke), король Корнуолла (бас)
- Трістан (Tristan), його племінник (тенор)
- Ізольда (Isolde), ірландська принцеса (сопрано)
- Брангена (Brangäne), її служниця (мецо-сопрано)
- Курвенал (Kurwenal), слуга Трістана (баритон)
- Мелот (Melot), друг Трістана (тенор)
- Молодий моряк (тенор)
- Пастух (тенор)
- Рульовий (баритон)
- Хор: моряки, почет.

### Перша дія

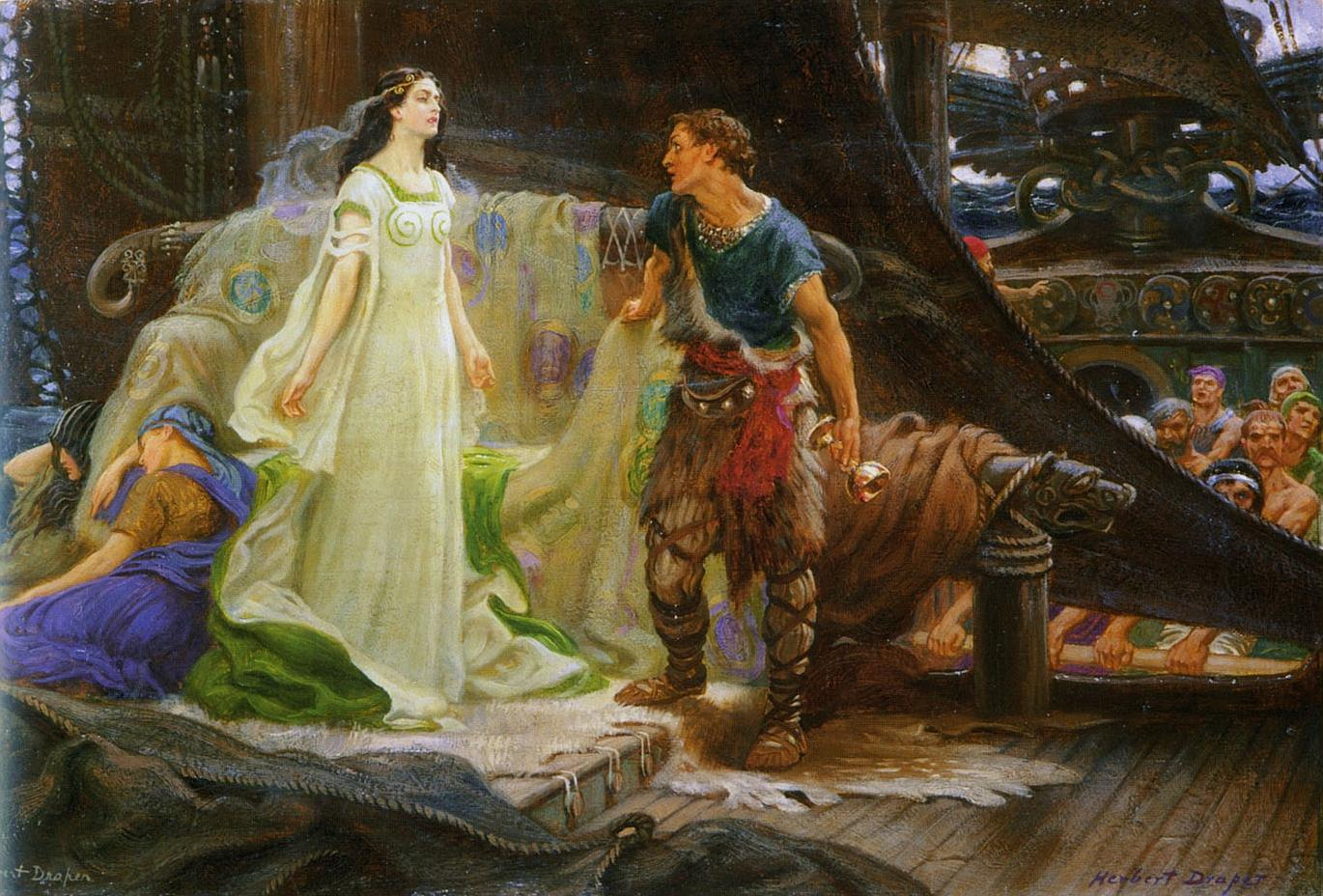

Трістан везе Ізольду, засватану за короля Марка, на кораблі в Корнуолл. Він сам любить Ізольду, але, не здогадуючись про взаємність, прагне влаштувати для неї щасливий шлюб з королем. Ізольда зізнається служниці в тому, що Трістан — той самий лицар, який колись убив її нареченого і якому вона мало не помстилася, але потім у пориві співчуття зцілила від небезпечної рани. Він клявся їй у вірності, але тепер, невдячний, викрав її для свого дядька, старого Марка. Відчуваючи себе глибоко ображеною, Ізольда велить служниці принести скриньку з чарівними зіллям, подарунок матері, і приготувати для Трістана чашу з отрутою, яку вона має намір випити разом з ним. Курвенал оголошує, що вже близька земля. Ізольда просить його запросити Трістана для того, щоб випити з ним чашу вина на знак примирення. Брангена навмисне переплутує зілля і замість отрути виливає в чашу любовний напій. За туманними словами Ізольди про спокуту Трістан вгадує істинний сенс її намірів і приймає чашу. Сподіваючись на швидку смерть, вони не приховують своє кохання і кидаються один одному в обійми якраз в ту хвилину, коли корабель пристає до землі короля Марка.

### Друга дія

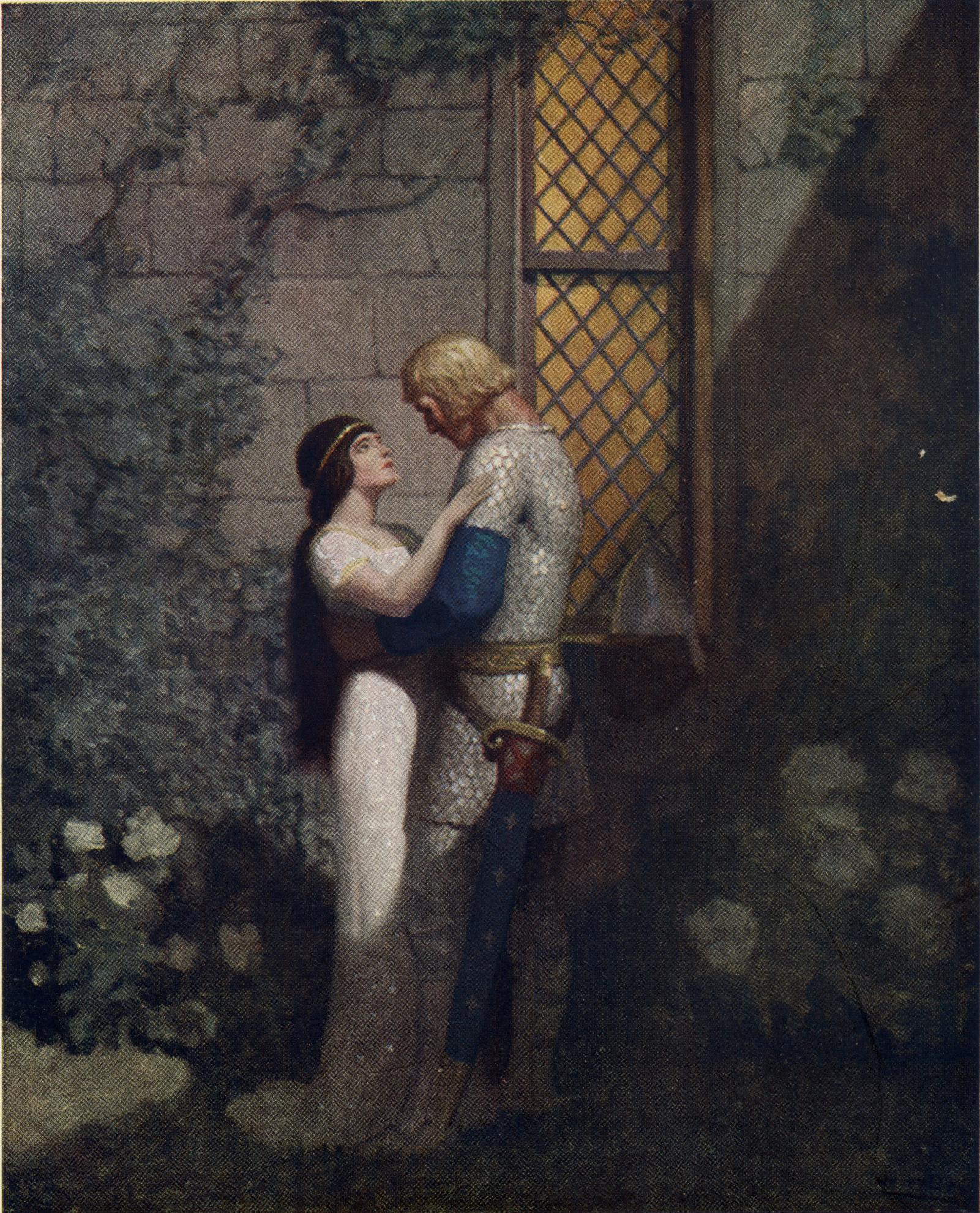

Ніч. Чується віддалений звук рогів — двір на чолі з королем вирушив на полювання. В саду перед покоями Ізольди горить смолоскип. Ізольда очікує побачення з коханим і наказує служниці подати знак, погасивши смолоскип. Брангена попереджає, що за Трістаном стежить лицар Мелот, який про все може донести королю, і благає не гасити смолоскип хоча б сьогодні. Але Ізольда спокійна: Мелот — друг Трістана, і спеціально повів короля на полювання, щоб влаштувати це побачення. Ізольда сама гасить смолоскип і відправляє служницю. Незабаром з'являється Трістан. Закохані прославляють ніч і смерть, які для них вище марнославного світла дня. Брангена з вишки попереджає про настання ранку. Нарешті вбігає Курвенал з криком: «Рятуйся, Трістан!» Незабаром з'являються король Марк, Мелот і свита; Мелот викриває Трістана в злочині. Король з сумом дорікає племінникові в невдячності. Трістан звертається до Ізольди з питанням, чи готова вона йти за ним. Мелот, в обуренні, кидається на нього з мечем. Тристан випускає меч з рук і, поранений, падає на руки Курвенала.

### Третя дія

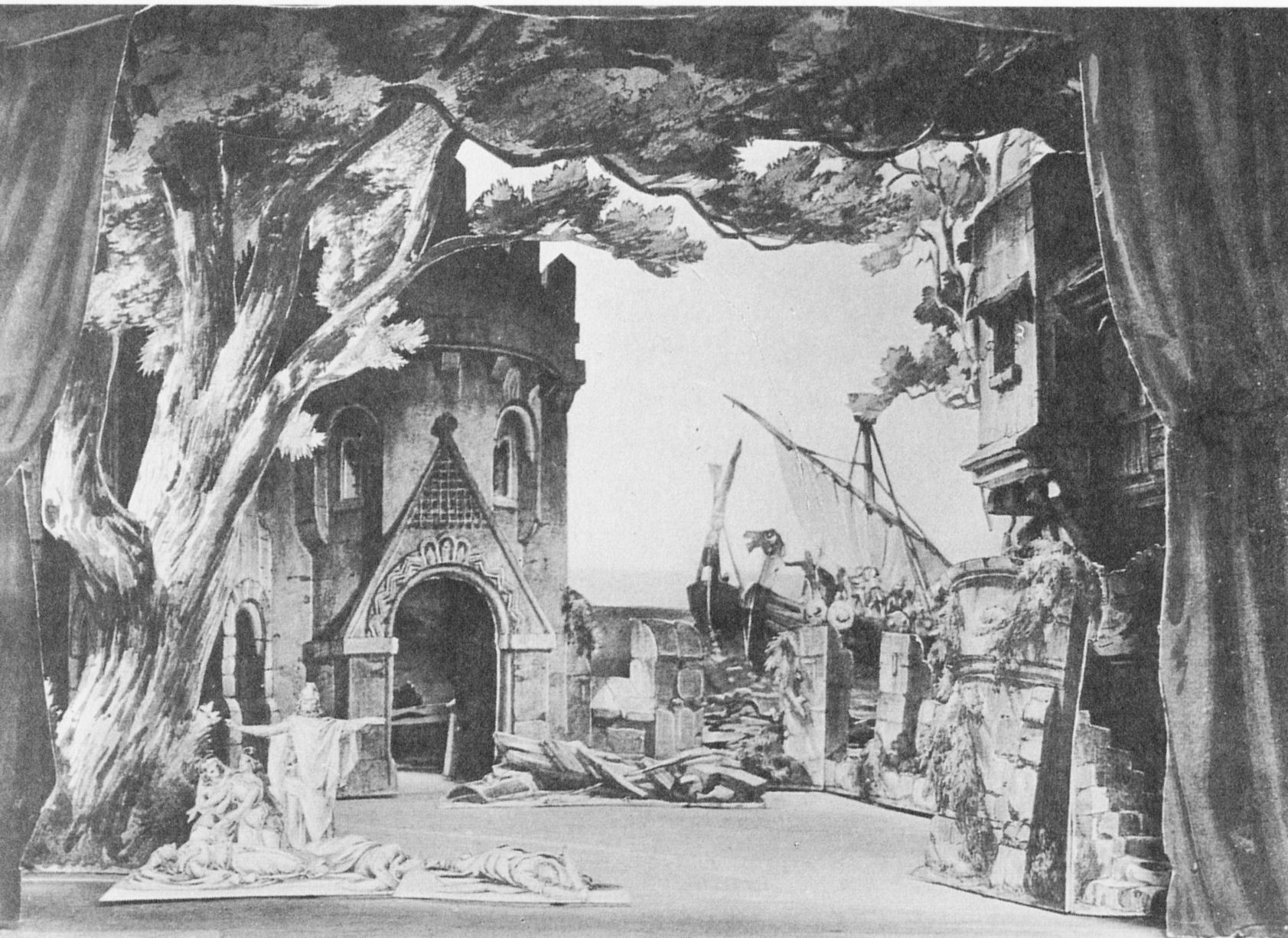

Замок Трістана в Бретані, куди його перевіз Курвенал. Трістан спочиває на ложі в саду з видом на море; з ним Курвенал, який сподівається лише на одного лікаря — Ізольду. Пастух повинен дати ріжком веселий сигнал, коли побачить на морі корабель; але пастух награє лише сумні мелодії — корабля не видно. Трістан пробуджується; тужлива мелодія спонукає його до похмурих роздумів про власне життя. Він не хоче жити, але не може померти без Ізольди. Він знову непритомніє і в цей час лунає веселий наспів пастуха: близький корабель Ізольди. Курвенал біжить зустрічати її, а Трістан в хвилюванні встає з ложа, скидає пов'язки і кидається в обійми Ізольди для того, щоб негайно померти. В цей час лунає новий сигнал пастуха: пливе корабель короля Марка. Курвенал, попереджаючи напад, замикає і захищає ворота. Побачивши Мелота, він радіє можливості відплатити зрадникові, але й сам помирає від його меча. Та король Марк з'явився не для помсти — він дізнався від Бранга, що Трістан та Ізольда замість отрути випили любовний напій і впали, таким чином, жертвою вищих сил; він прийшов оголосити Ізольду вільною і з'єднати її з Трістаном. Але вже пізно.